# San Genaro (Santa Fé)
San Genaro é uma comuna da Argentina localizada no departamento de San Jerónimo, província de Santa Fé.